# Теорема Лейбніца про збіжність знакозмінних рядів
Теорема Лейбніца (ознака Лейбніца, правило Лейбніца або критерій Лейбніца)  — теорема у математичному аналізі доведена Готфрідом Лейбніцем, що дає достатні умови збіжності знакопереміжнного ряду зі спадаючими членами за абсолютним значенням.

## Твердження
Якщо послідовність {\displaystyle \{|a_{n}|\}} спадає
монотонно і {\displaystyle \lim \limits _{n\to \infty }a_{n}=0}, тобто:
1. {\displaystyle 0<a_{n+1}<a_{n};}
2. {\displaystyle \lim _{n\to \infty }a_{n}=0,}

то знакопереміжний ряд є збіжним.

## Доведення
Нехай задано ряд вигляду {\displaystyle \sum \limits _{n=1}^{\infty }(-1)^{n-1}a_{n}}, де
{\displaystyle \lim \limits _{n\to \infty }a_{n}=0} і {\displaystyle a_{n}\geq a_{n+1}} для усіх {\displaystyle n\in \mathbb {N} }. (Випадок {\displaystyle \sum \limits _{n=1}^{\infty }(-1)^{n}a_{n}} випливає з цього
доведення, якщо вибрати від'ємні члени.)

## Доведення збіжності
Доведемо, що обидві часткові суми {\displaystyle S_{2m+1}=\sum \limits _{n=1}^{2m+1}(-1)^{n-1}a_{n}}
з непарною кількістю елементів та {\displaystyle S_{2m}=\sum \limits _{n=1}^{2m}(-1)^{n-1}a_{n}}
з парною кількістю, збігаються до одного і того ж значення {\displaystyle L}.
Тоді звичайна часткова сума {\displaystyle S_{k}=\sum \limits _{n=1}^{k}(-1)^{n-1}a_{n}} також
збігається до {\displaystyle L}.
Непарні часткові суми спадають монотонно
{\displaystyle S_{2(m+1)+1}=S_{2m+1}-a_{2m+2}+a_{2m+3}\leq S_{2m+1},}
у той час як парні часткові суми зростають монотонно
{\displaystyle S_{2(m+1)}=S_{2m}+a_{2m+1}-a_{2m+2}\geq S_{2m}.}
Обидва випадки виконуються тому, що значення {\displaystyle a_{n}} зменшується монотонно із збільшенням {\displaystyle n}.
Запишемо часткову суму парного порядку так:
{\displaystyle S_{2m}=\sum \limits _{n=1}^{2m}(-1)^{n-1}a_{n}=(a_{1}-a_{2})+(a_{3}-a_{4})+\dots +(a_{2n-1}-a_{2n}).}
Оскільки всі доданки в дужках більші нуля, то послідовність {\displaystyle S_{2m}} є зростаючою.
З іншого боку можна записати:
{\displaystyle S_{2m}=a_{1}-(a_{2}-a_{3})-(a_{4}-a_{5})-\dots -(a_{2n-2}-a_{2n-1})-a_{2n},}
тобто {\displaystyle S_{2m}<a_{1}}.
Запишемо часткову суму парного порядку так:
{\displaystyle S_{2N}=\sum _{n=1}^{2N}(-1)^{n-1}a_{n}=\left(a_{1}-a_{2}\right)+\left(a_{3}-a_{4}\right)+\ldots +\left(a_{2N-1}-a_{2N}\right),}
Оскільки всі доданки в дужках більші нуля, то послідовність {\displaystyle S_{2N}} є зростаючою. З іншого боку можна записати:
{\displaystyle S_{2N}=a_{1}-\left(a_{2}-a_{3}\right)-\left(a_{4}-a_{5}\right)-\ldots -\left(a_{2N-2}-a_{2N-1}\right)-a_{2N},}
тобто {\displaystyle S_{2N}<a_{1}}.
Отже, послідовність парних часткових сум є обмеженою і зростаючою, а значить збіжною.
Для непарних часткових сум маємо: {\displaystyle S_{2m+1}=S_{mn}-a_{2n}} і оскільки {\displaystyle a_{2n}} збігається до нуля, границя {\displaystyle S_{2m+1}} існує і рівна границі {\displaystyle S_{2m}}. Дане число і буде сумою ряду.
Крім того, оскільки {\displaystyle a_{n}} — додатні, то {\displaystyle S_{2m+1}-S_{2m}=a_{2n+1}\geq 0}.
Таким чином, використовуючи ці факти, можемо сформулювати наступну послідовність нерівностей
{\displaystyle a_{1}-a_{2}=S_{2}\leq S_{2m}\leq S_{2m+1}\leq S_{1}=a_{1}.}
Зауважимо, що число {\displaystyle a_{1}-a_{2}} є нижньою межею монотонно спадаючої послідовності {\displaystyle S_{2m+1}}.
Тоді з теореми Леві про монотонну збіжність випливає, що ця послідовність є збіжною при прямуванні {\displaystyle m} до нескінченності. Збіжність послідовність парних часткових суми доводиться аналогічно.
Отже, вони збігаються до того ж числа, оскільки
{\displaystyle \lim _{m\to \infty }(S_{2m+1}-S_{2m})=\lim _{m\to \infty }a_{2m+1}=0.}
Позначимо границю як {\displaystyle L}, тоді теорема про монотонну збіжність додатково дає нам, що
{\displaystyle S_{2m}\leq L\leq S_{2m+1}}
для будь-якого {\displaystyle m}.
Це означає, що часткові суми знакопереміжного ряду також ``чергуються вище і нижче фінальної границі.
Точніше, коли є непарна (парна) кількість членів, тобто останній член є додатнім (від'ємним), тоді часткова сума знаходиться вище (нижче) кінцевої границі.
Це розуміння негайно приводить до оцінки залишку часткових сум як показано нижче.

## Доведення для оцінки залишку часткових сум
Покажемо, що {\displaystyle |S_{k}-L|\leq a_{k+1}}, розглянувши два випадки.
Якщо {\displaystyle k=2m+1}, тобто непарне, то
{\displaystyle |S_{2m+1}-L|=S_{2m+1}-L\leq S_{2m+1}-S_{2m+2}=a_{(2m+1)+1}.}
Якщо {\displaystyle k=2m}, тобто парне, то
{\displaystyle |S_{2m}-L|=L-S_{2m}\leq S_{2m+1}-S_{2m}=a_{2m+1}.}
Обидва випадки суттєво використовують останню нерівність, яку було отримано в попередньому доведенні.
Для альтернативного доведення використовують ознаку збіжності Коші,  дивись знакопереміжний ряд.
Для узагальнення дивися ознаку Діріхле.

## Наслідок
З теорем Лейбніца можна оцінити похибку обчислення суми ряду:
{\displaystyle S_{n}=\sum _{m=0}^{n}a_{m}.}
Залишок ряду {\displaystyle R_{n}=S-S_{n}} за модулем буде менше першого відкинутого доданку:
{\displaystyle \left|R_{n}\right|<\left|a_{n+1}\right|.}

## Контрприклад
Усі умови ознаки, а саме збіжність до {\displaystyle 0} і монотонність, мають виконуватися для того, щоб висновок був справедливим. Наприклад, розглянемо ряд
{\displaystyle {\frac {1}{{\sqrt {2}}-1}}-{\frac {1}{{\sqrt {2}}+1}}+{\frac {1}{{\sqrt {3}}-1}}-{\frac {1}{{\sqrt {3}}+1}}+\cdots .}
Знаки чергуються, а елементи прямують до нуля. Однак монотонність відсутня, що не дозволяє застосувати ознаку.
Насправді ряд є розбіжним.
Дійсно, для часткових сум {\displaystyle S_{2n}} маємо {\displaystyle S_{2n}={\frac {2}{1}}+{\frac {2}{2}}+{\frac {2}{3}}+\cdots +{\frac {2}{n-1}}}, що є подвоєною частковою сумою гармонічного ряду, який є розбіжним. Таким чином, початковий ряд є розбіжним. Що й треба було довести.